# 台灣文化協進會
台灣文化協進會，1946年6月16日成立。發起人有：游彌堅、許乃昌、陳紹馨、林呈祿、黃啟瑞、林獻堂、林茂生、楊雲萍、陳逸松、蘇新、李萬居等人。機關雜誌《台灣文化》月刊雜誌，是戰後初期台灣相當重要的文藝團體。

## 會員
台灣文化協進會裡的成員相當雜，成員有著不同的意識型態、省籍和官民身份。理事長游彌堅、連震東、林忠、范壽康、林紫貴等人，當時具有官方身份；而為數眾多的民間台籍人士，在日治時期則有參加台灣文化協會、台灣民眾黨、台灣共產黨、台灣地方自治聯盟等團體的經驗，左、右翼人士都有。
一個典型的個案是左翼詩人王白淵。他與游彌堅、楊雲萍、陳紹馨、沈湘成、蘇新等人在1946年台北中山堂成立「台灣文化協進會」，不但成為該會理事，也成為該會機關雜誌《台灣文化》的編輯與主要撰稿人，並且積極參與該會活動。

## 宗旨、主要工作、事跡
該會的創立宗旨為：「聯合熱心文化教育之同志及團體，協助政府宣揚三民主義，傳播民主思想，改造台灣文化，推行國語國文」，主要工作是協助政府推行中國化的文化政策，並且透過《台灣文化》的發行，不定期舉辦文化講座、座談會、音樂會、展覽會和推行國語，達成本省、外省作家交流，漸漸突破大陸與台灣之間的語言、文化隔閡，建設民主的台灣新文化和科學的新台灣。由於一些從中國大陸來的成員，如許壽裳，傾向左翼，致力傳播魯迅思想，在《台灣文化》推出「魯迅逝世十週年特輯」，並且出版《魯迅的思想與生活》(1947年出版)，種種作為引起國民黨保守勢力的注意及反撲。協進會成員許壽裳遭到暗殺以後，不僅魯迅及左翼思想成為禁忌，台灣文化協進會原本的生氣、活力蕩然無存，之後逐漸消失在台灣歷史的長河。

## 機關刊物：台灣文化
曾在這份刊物發表文章的作家相當多。日治時期活躍或是出道的作家，有：吳新榮、楊守愚、呂訴上、洪炎秋、劉捷、呂赫若、廖漢臣、王白淵等，這些作家利用《台灣文化》發表一些比較迂迴諷刺的文章，揭露政治、社會的陰暗面，也評論中國化政策和中國來台人士對台灣的種種偏見。其中，批判時局亂象最露骨的是蘇新的〈農村自衛隊〉一文，將台灣農村的凋蔽、疫病流行、官員奸商橫行等的景象予以暴露，並且提出台灣社會將會陷入動亂，百姓將會訴諸武力爭取生存等等的警告。至於從中國大陸來台的外省作家，當中較具左翼思想者及魯迅的友人門生，許壽裳、台靜農、袁珂、李何林、李霽野、黃榮燦、黎烈文、雷石榆等人，致力向台灣人引介魯迅思想及其文學成就，並且積極與台灣作家交流。遺憾的是，兩路人士的所作所為，到頭來都不被國民政府接受。這些作家、藝術家們先後遭到當局的壓迫，《台灣文化》這份刊物自然也受到波及。